# 3661 Dolmatovskij
3661 Dolmatovskij је астероид главног астероидног појаса чија средња удаљеност од Сунца износи 2,928 астрономских јединица (АЈ).
Апсолутна магнитуда астероида је 12,0.